# Ткаченко, Александр Платонович
Александр Платонович Ткаченко (19 ноября 1917 года, с. Антоновка — 15 октября 1978 года) — наводчик станкового пулемёта 1-й стрелковой роты 290-го гвардейского Висленского стрелкового полка (95-я гвардейская Полтавская Краснознамённая ордена Богдана Хмельницкого стрелковая дивизия, 32-й гвардейский стрелковый корпус, 5-я гвардейская армия, 1-й Украинский фронт), гвардии ефрейтор, полный кавалер ордена Славы.

## Биография
Родился 19 ноября 1917 года в селе Антоновка в крестьянской семье. Украинец. Образование начальное. Переехал в город Караганда (Казахстан), работал забойщиком на угольной шахте.
В Красной Армии — с мая 1942 года. С ноября 1942 года — в действующей армии. Принимал участие в Сталинградской битве, сражении на Курской Дуге, освобождении Левобережной Украины, Кировоградской, Уманско-Ботошанской, Львовско- Сандомирской, Сандомирско-Силезской, Нижнесилезской, Верхнесилезской, Берлинской и Пражской наступательных операциях.
В боях под городом Харьков красноармеец А. П. Ткаченко огнём своего пулемёта уничтожил 12 солдат противника, способствуя выполнению боевой задачи подразделения. Приказом командира полка награждён медалью «За отвагу».
В боях на Сандомирском плацдарме 4 августа 1944 года в районе села Домацыны (ныне Сандомирский повят Свентокшиского воеводства, Польша) А. П. Ткаченко скрытно подбирался к окопам противника и, внезапно открывая огонь из пулемёта, расчищал путь атакующим стрелковым подразделениям. На подступах к селу А. П. Ткаченко заметил вражеский танк с десантом. Открыв огонь, уничтожил двух десантников, а остальных рассеял.
Приказом командира 95-й гвардейской стрелковой дивизии от 18 августа 1944 года гвардии красноармеец Ткаченко Александр Платонович награждён орденом Славы 3-й степени.
При переходе в наступление с Сандомирского плацдарма 12 января 1945 года А. П. Ткаченко выдвинулся с пулемётом вперёд наших боевых порядков и открыл огонь по расчётам артиллерийских орудий противника, стоящим на прямой наводке. Пять немцев было уничтожено, остальные бросили орудия и отошли. Наши подразделения атаковали противника и захватили исправные орудия. В ходе дальнейшего продвижения при форсировании реки Нида А. П. Ткаченко огнём пулемёта поддерживал действия стрелковых подразделений, уничтожив при этом 4 солдат противника.
Приказом командующего 5-й гвардейской армией от 7 февраля 1945 года гвардии ефрейтор Ткаченко Александр Платонович награждён орденом Славы 2-й степени.
5 марта 1945 года в уличных боях в городе Штрелен (ныне Стшелин, Нижнесилезское воеводство, Польша) А. П. Ткаченко метким огнём подавил 4 огневые точки и уничтожил свыше 10 солдат противника, обеспечив продвижение стрелковых подразделений.
Указом Президиума Верховного Совета СССР от 15 мая 1946 года за образцовое выполнение боевых заданий командования в боях с немецко- фашистскими захватчиками на завершающем этапе Великой Отечественной войны гвардии ефрейтор Ткаченко Александр Платонович награждён орденом Славы 1-й степени.
В июле 1945 года демобилизован.
Жил в посёлке Боровской Бузулукского района Оренбургской области. Работал в колхозе бригадиром полеводческой бригады.
Умер 15 октября 1978 года.

## Награды
- ордена Славы 1-й степени (15.05.1946);
- ордена Славы 2-й степени (07.02.1945);
- ордена Славы 3-й степени (18.08.1944);
- медаль «За отвагу» (21.10.1943).